# Xã Honey Point, Quận Macoupin, Illinois
Xã Honey Point (tiếng Anh: Honey Point Township) là một xã thuộc quận Macoupin, tiểu bang Illinois, Hoa Kỳ. Năm 2010, dân số của xã này là 155 người.